# Шеркань
Шеркань (рум. Șercani) — село в Оргіївському районі Молдови. Входить до складу комуни, адміністративним центром якої є село Погребень.

## Населення
За даними перепису населення 2004 року у селі проживали 507 осіб.
Національний склад населення села:
| Національність   | Кількість осіб | Відсоток   |
| ---------------- | -------------- | ---------- |
| молдавани румуни | 506 1          | 99,8% 0,2% |
| Всього           | 507            | 100%       |